# Asphodelus acaulis
Asphodelus acaulis là một loài thực vật có hoa trong họ Thích diệp thụ. Loài này được Desf. miêu tả khoa học đầu tiên năm 1798.